# Jiangxia
Jiangxia es un género extinto de mamíferos mesoniquios descubierto en Nongshanian Paleoceno Superior. Estaba relacionado  con los géneros Pachyaena y Hessolestes.
La única especie descrita, Jiangxia chaotoensis, fue nombrado por la provincia de Jiangxi, donde fue hallado.